# Lockheed Martin F-22 Raptor
De Lockheed Martin F-22 Raptor is het meest geavanceerde jachtvliegtuig van de Amerikaanse luchtmacht. De straaljager wordt in delen door de firma’s Lockheed Martin Aeronautics, Boeing en Pratt & Whitney geproduceerd.
De eerste vlucht van een F-22 Raptor was in september 1997. In 2023 schoot een F-22 een ballon uit de lucht die vermoedelijk door China was ingezet om boven het Amerikaanse vasteland te spioneren.

## Geschiedenis
De ontwikkeling van de F-22 als Advanced Tactical Fighter (ATF) begon in de 1980. Uitgangspunt was een geavanceerd gevechtsvliegtuig dat in het kader van de Koude Oorlog ter bestrijding van de luchtmacht van de Sovjet-Unie kon worden ingezet. Het toestel moest de F-15 Eagle uit 1972 en de F-117 Nighthawk uit 1981 vervangen. De Raptor moest het eventueel tegen negen toestellen uit de Su-27 Flanker-klasse tegelijk op kunnen nemen. Er wordt aangenomen, de meeste gegevens zijn nog geheim, dat de F-22 bij een snelheid van meer dan 1500 km/h op de radar onzichtbaar blijft. De Raptor wordt er toe in staat geacht vijandelijke toestellen op zeer grote afstand te kunnen aanvallen.
De toestel heeft een bredere missie gekregen dan alleen ATF. Het heeft, behalve dat het voor luchtoverwicht zorgt, ook de mogelijkheid om allerlei speciale opdrachten uit te voeren, waaronder grondaanvallen met allerlei soorten 'slimme' precisiemunitie.
De F-22 Raptor wordt door Lockheed Martin Aeronautics, gevestigd in Marietta (Georgia) geproduceerd, door Boeing in Seattle, Washington, en door Pratt & Whitney in East Hartford, Connecticut. Het eerste toestel van de productielijn werd in januari 2003 als testvliegtuig aan de Nellis Air Force Base in Nevada geleverd, maar er worden ook tests op Edwards Air Force Base in Californië uitgevoerd. Tijdens de tests verongelukte een toestel, maar in oktober 2004 werden de laatste tests succesvol afgesloten en werd de Raptor operationeel verklaard. De productie werd in 2011 vervroegd afgerond op grond van een gewijzigde behoefteanalyse. In 2012 waren er 187 toestellen operationeel.
Alle trainingen aan het vliegend en onderhoudspersoneel worden gegeven op Tyndall AFB, in Florida.
Er is op 25 maart 2009 een F-22 in Californië neergestort en op 16 november 2010 is er een in Alaska gecrasht.
In 2014 werd de F-22 voor de eerste maal in een offensieve actie ingezet, gericht tegen IS of Islamitische Staat in het noorden van Syrië.

## Uitrusting en bewapening
Het toestel heeft een aantal eigenschappen die voor een straaljager belangrijk zijn.
- Het kan supercruise vliegen, langdurig supersonisch vliegen zonder gebruik van naverbranders te maken.
- Het is extreem wendbaar. Dat komt door de thrust-vectoring-eigenschappen van de uitlaten.
- Het is een stealthvliegtuig.
- Het heeft geïntegreerde avionica aan boord voor een optimale afstemming van de motoren, besturing en navigatie. De computers kunnen meer dan 10,3 gigabyte per seconde verwerken.

De standaard raketbewapening bestaat uit
- twee AIM-9 Sidewinder hittezoekende raketten
- zes AIM-120 AMRAAM.

Vier van de AIM-120 AMRAAM-raketten kunnen vervangen worden door
- twee 1000 ponds Joint Direct Attack Munition
- acht 250 ponds Small Diameter Bomb.

## Orders
De Verenigde Staten hadden oorspronkelijk 277 toestellen besteld, maar dit aantal werd vanwege de hoge kostprijs van $150 miljoen per toestel tot 183 teruggebracht. De Raptor was op de strategische bommenwerper B-2 Spirit na het duurste gevechtsvliegtuig ooit.
Israël, Zuid-Korea en Japan hebben belangstelling getoond, maar vanwege de nieuwe technologie willen de Verenigde Staten het toestel niet exporteren.

## Inzet
De eerste operationele F-22-squadrons werden op de bases Langley Air Force Base, in Virginia, de 1st Fighter Wing, en Elmendorf Air Force Base, in Alaska, gelegerd. Verdere squadrons zijn er inmiddels gelegerd op Tyndall AFB, Florida, Holloman AFB, New Mexico, Nellis AFB, Nevada en Hickam AFB, Hawaï. Een testsquadron voert permanente testen met de F-22 uit vanop Edwards Air Force Base in Californië.
Internationaal werd het toestel al ingezet vanaf de Al Dhafra Air Base in de Verenigde Arabische Emiraten en de Kadena Air Base, een basis van de Amerikaanse luchtmacht in Japan.
Op 21 maart 2025 kondigde president Donald Trump samen met stafchef generaal David W. Allvin aan dat de Boeing F-47 tegen 2030 de F-22 zal vervangen.

## Foto's

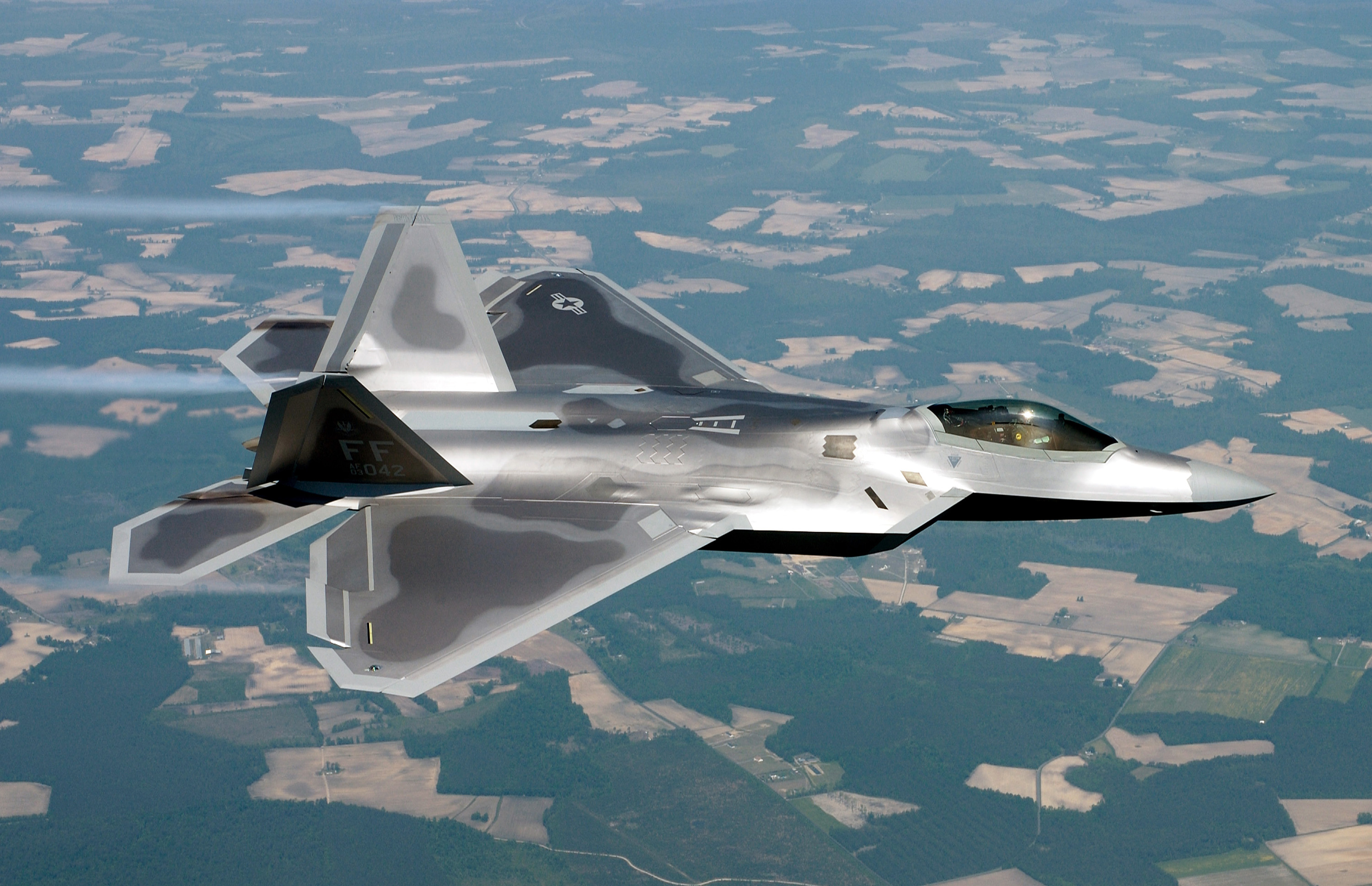
Operationele F-22A, de pitotbuis ontbreekt
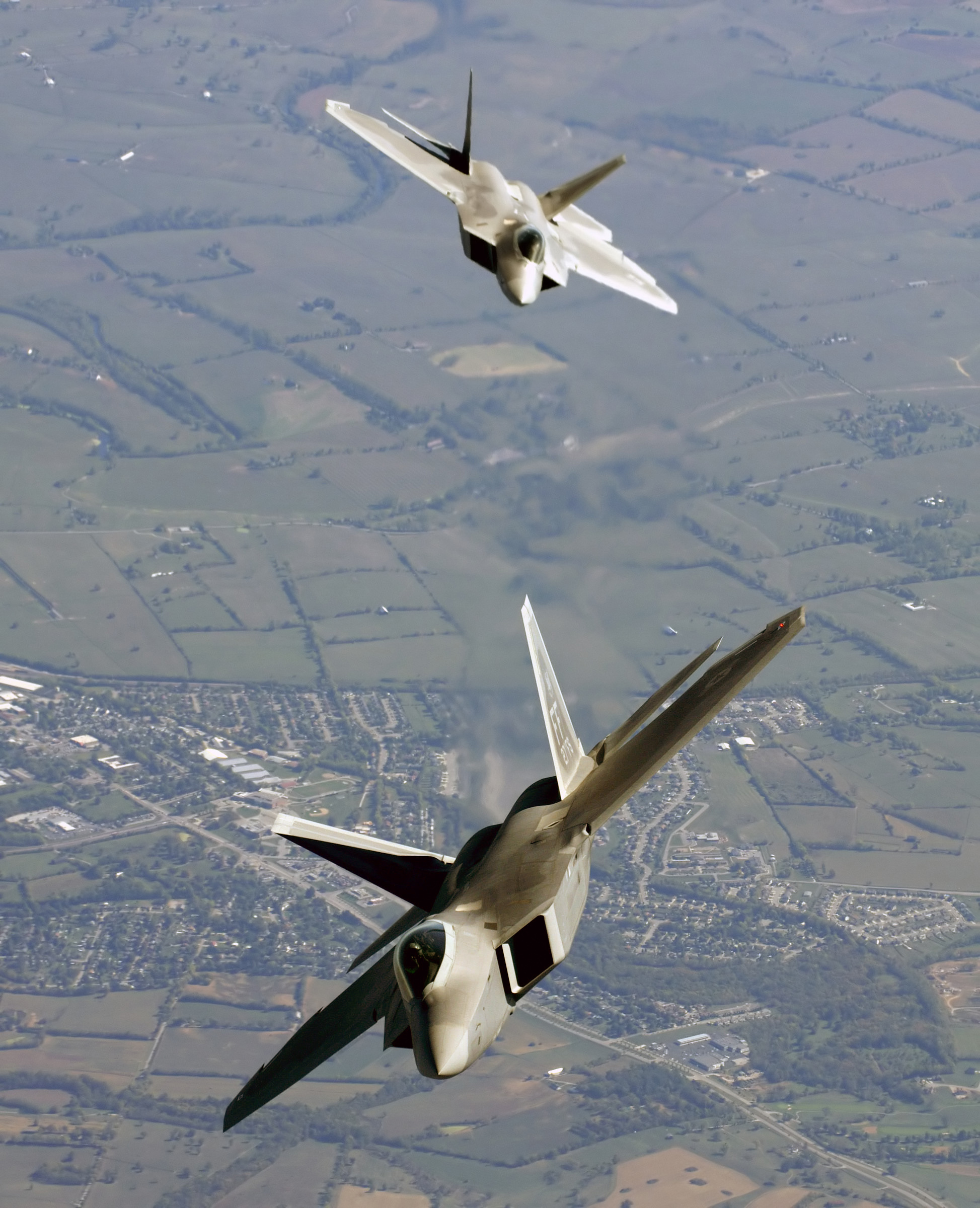
Deze twee Raptors tonen hun wendbaarheid.
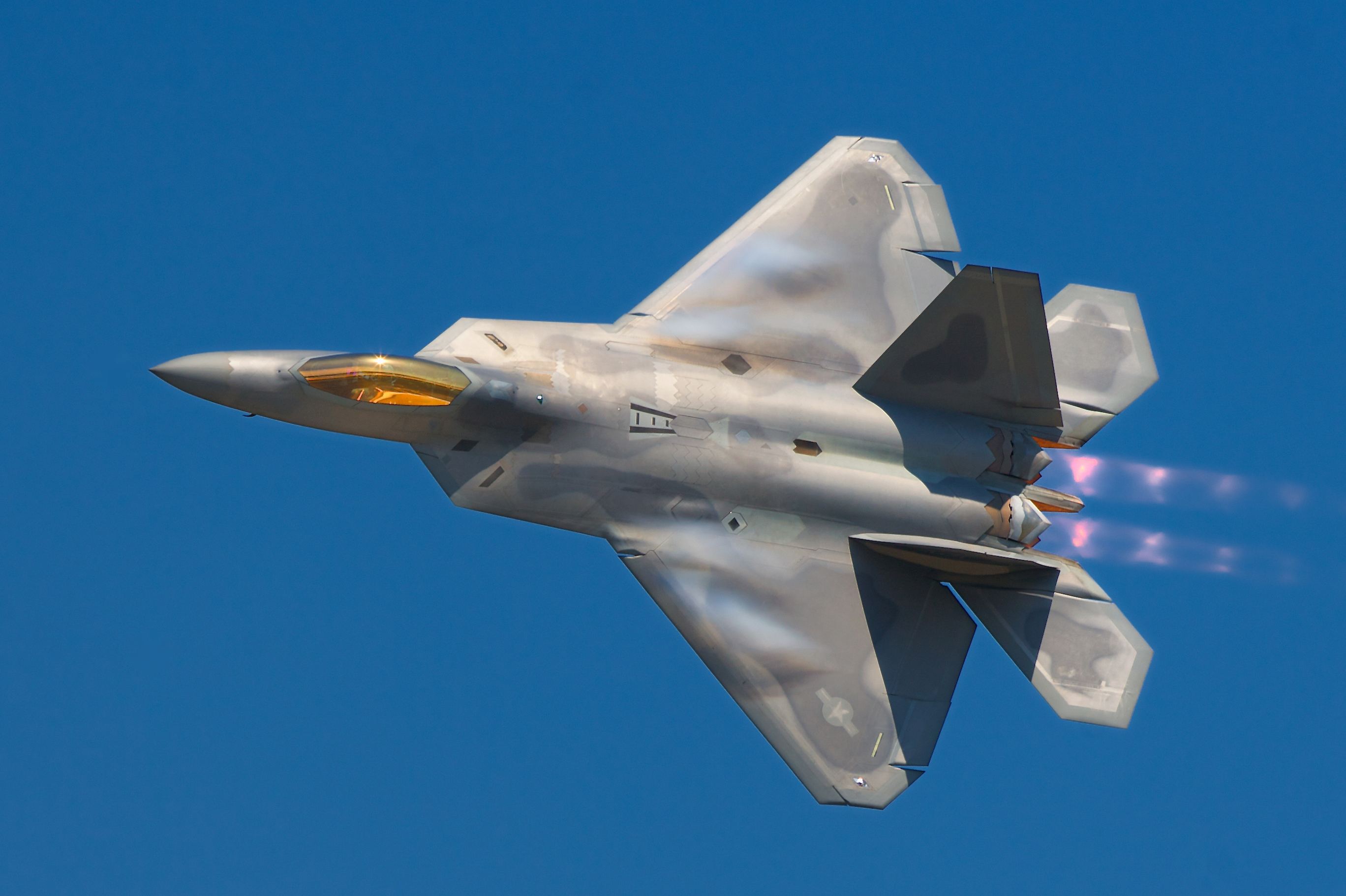
F-22A Raptor tijdens een airshow in 2008